# Rhondia attelaboides
Rhondia attelaboides är en skalbaggsart som beskrevs av Carlo Pesarini och Andrea Sabbadini 1997. Rhondia attelaboides ingår i släktet Rhondia och familjen långhorningar. Inga underarter finns listade i Catalogue of Life.